# Siatecznik bałtycki
Siatecznik bałtycki Einhornia crustulenta (Pallas, 1766) – gatunek morskiego mszywioła z rodziny Electridae. Spotykany w niektórych morzach półkuli północnej. Jest to najpospolitszy mszywioł występujący w Bałtyku, w tym w Polsce, pokrywający różnorodne podwodne przedmioty.

## Rozmieszczenie
Siatecznik bałtycki występuje w Morzu Północnym, Bałtyku, Morzu Barentsa, Morzu Białym i na wybrzeżu Pacyfiku w Oregonie w U.S.A.. Podawany również z Morza Śródziemnego. Jest to najpospolitszy mszywioł występujący w Bałtyku, w tym w Polsce.

## Środowisko
Siatecznik bałtycki pokrywa różnorodne przedmioty znajdujące się pod wodą. Siateczkowate naloty jego kolonii ścielą się na przykład na skorupkach omułka jadalnego, na morszczynie.

## Budowa
Siatecznik bałtycki podobnie jak prawie wszystkie mszywioły jest zwierzęciem kolonijnym. Jego kolonia ma postać popielatej siateczkowatej powłoczki o średnicy 10–15 mm i grubości 1 mm. Średnica jej oczek wynosi 0,5–0,6 mm. Są to pochewki (cystydy) będące częścią zooidów, czyli pojedynczych osobników kolonii. Ich ścianki i denka są zwapniałe, a przez otworek w zamykającej je przeźroczystej błonce zooidy wysuwają przednią część ciała (lofofor), na której znajduje się napędzający pokarm wieniec czułków otaczający usta. W razie zaniepokojenia zooid chowa się do swojej pochewki, a otworek przykrywa białym wieczkiem. Zooidy żyjące w zacisznej wodzie. Po przeciwnej stronie pochewki mają chitynowy cierń.

## Cykl życiowy
Larwa siatecznika bałtyckiego żyje tylko 1 dzień.